# Ferdinando Reggiani
Ferdinando Reggiani (Castel San Pietro dell'Emilia, 11 agosto 1939 – 2005) è stato un arbitro di calcio italiano.

## Biografia
Nato a Castel San Pietro Terme, allora Castel San Pietro dell'Emilia, in provincia di Bologna, nel 1939, faceva parte della sezione AIA della città felsinea.
Il 15 giugno 1969, a 29 anni, ha esordito in Serie B, arbitrando Catanzaro-Livorno del penultimo turno di campionato, terminata 0-0.
Ha debuttato in massima serie nella stagione 1971-1972, a 32 anni, dirigendo L.R. Vicenza-Verona del 7 novembre 1971, 5ª giornata di campionato, sfida vinta per 2-1 dai vicentini.
Nel 1972 ha vinto il Premio Florindo Longagnani, riconoscimento che veniva assegnato al migliore arbitro esordiente in Serie A.
Il 6 giugno 1978 ha arbitrato Milan-Juventus, gara dell'ultima giornata della seconda fase a gironi di Coppa Italia, vinta per 4-2 dai rossoneri con doppietta di Albertino Bigon, con entrambe le squadre che però vennero eliminate, in favore del Napoli che arrivò in finale, poi persa contro l'Inter.
Ha chiuso la carriera arbitrale alla fine della stagione calcistica 1979-1980, arbitrando per l'ultima volta in Serie A il 30 marzo 1980, in Inter-Avellino 3-0 del 25º turno di campionato. L'ultima gara diretta in carriera è stata Pistoiese-Sampdoria 1-1, 32ª giornata della Serie B 1979-1980, il 27 aprile 1980.
In totale in carriera ha diretto 58 gare in Serie A e 105 in Serie B, e 25 direzioni in Coppa Italia.